# 花蓮慈濟醫院
花蓮慈濟醫院，是慈濟醫療體系最早成立的醫療院所，也是台灣東部唯一的醫學中心，院址位於花蓮縣。

## 沿革

### 建院背景
花東地區因受地形阻隔，就醫不便。1966年，證嚴法師於花蓮縣成立慈善組織克難慈濟功德會，並於花蓮市仁愛街28號成立「慈濟功德會附設貧民施醫義診所」，為慈濟醫療志業之肇始。為了進一步解決臺灣東部醫療資源匱乏的問題，慈濟開始構思於花蓮建造醫院。

### 建院初期
1979年5月10日，證嚴法師於慈濟委員聯誼會上宣布興建醫院構想，開始選址。後在台灣省主席林洋港的協助下，擇定國福里河川浮覆地為院址；設計則由許常吉建築師負責。1983年2月5日正式動土。
1985年1月，花蓮慈濟醫院第一次公開招考醫師，但僅招收到兩位醫師。慈院籌建委員會委員，時任臺大醫院院長的楊思標教授，及副院長杜詩綿教授建議慈院與臺大醫院建教合作，確保開業初期的醫師來源。1986年8月，教育部核准慈濟醫院與臺大醫院簽署建教合作，由台大醫院的醫師以輪調方式支援。同年8月2日，慈濟醫院召開啟業前記者會，宣布禮聘杜詩綿教授為院長，心臟內科醫師曾文賓教授為副院長。同時也確立了不必先繳納保證金的方針，為台灣之先例。8月17日正式啟業營運。同年12月8日，行政院衛生署通函各醫院，隔年起住院毋須繳納保證金。

## 歷任院長
| 任次             | 姓名             | 就任時間         | 卸任時間         | 備註                                         |
| 花蓮慈濟醫院院長 | 花蓮慈濟醫院院長 | 花蓮慈濟醫院院長 | 花蓮慈濟醫院院長 | 花蓮慈濟醫院院長                             |
| ---------------- | ---------------- | ---------------- | ---------------- | -------------------------------------------- |
| 1                | 杜詩綿           | 1985年5月        | 1989年7月5日     | 原臺大醫院副院長，任內病故。副院長曾文賓接任 |
| 2                | 曾文賓           | 1989年7月16日    | 1999年7月2日     |                                              |
| 3                | 陳英和           | 1999年7月2日     | 2002年7月1日     |                                              |
| 4                | 林欣榮           | 2002年7月1日     | 2007年3月27日    | 因家庭因素請辭，副院長石明煌接任             |
| 5                | 石明煌           | 2007年3月27日    | 2010年7月1日     |                                              |
| 6                | 林俊龍           | 2010年7月        | 2011年6月        |                                              |
| 7                | 高瑞和           | 2011年7月        | 2016年6月        |                                              |
| 8                | 林欣榮           | 2016年7月1日     |                  | 回任                                         |

## 外部連結
- 官方网站